# Chloroclystis phantastes
Chloroclystis phantastes är en fjärilsart som beskrevs av Louis Beethoven Prout 1958. Chloroclystis phantastes ingår i släktet Chloroclystis och familjen mätare. Inga underarter finns listade i Catalogue of Life.